# 2019 ve filmu
Toto je seznam filmů, jejichž premiéra se uskutečnila v roce 2019.

## České filmy
- Abstinent (31. října, režie: David Vigner)
- Amnestie (14. listopadu, režie Jonáš Karásek)
- Cena za štěstí (10. ledna, režie: Olga Dabrowská)
- Hodinářův učeň (15. srpna, režie: Jitka Rudolfová)
- Jiří Bělohlávek: „Když já tak rád diriguju…“ (3. října, režie: Roman Vávra)
- Jiří Suchý – Lehce s životem se prát (26. září, režie: Olga Sommerová)
- Léto s gentlemanem (14. února, režie: Jiří Adamec)
- LOVEní (21. března, režie: Karel Janák)
- Manželské etudy: Nová generace (21. března, režie: Hana Třeštíková)
- Na střeše (7. února, režie: Jiří Mádl)
- Nabarvené ptáče (12. září, režie: Václav Marhoul)
- Národní třída (26. září, režie: Štěpán Altrichter)
- Narušitel (24. ledna, režie: David Balda)
- Poslední aristokratka (24. října, režie: Jiří Vejdělek)
- Pražské orgie (10. října, režie: Irena Pavlásková)
- První akční hrdina (17. října, režie: Jan Haluza)
- Přes prsty (29. srpna, režie: Petr Kolečko)
- Román pro pokročilé (19. září, režie: Zita Marinovová)
- Skleněný pokoj (14. března, režie: Julius Ševčík)
- Špindl 2 (5. prosince, režie: Radek Balaš)
- Teroristka (4. dubna, režie: Radek Bajgar)
- Trabantem tam a zase zpátky (11. dubna, režie: Dan Přibáň)
- TvMiniUni: Zloděj otázek (6. června, režie: Jan Jirků)
- Úhoři mají nabito (21. února, režie: Vladimír Michálek)
- Uzly a pomeranče (11. července, režie: Ivan Pokorný)
- Velké dobrodružství Čtyřlístku (4. dubna, režie: Michal Žabka)
- Vlastníci (21. listopadu, režie: Jiří Havelka)
- Ženská na vrcholu (7. listopadu, režie: Lenka Kny)
- Ženy v běhu (31. ledna, režie: Martin Horský)

## Zahraniční filmy

### Leden
- Beautiful Boy (3. leden – ČR)
- Robin Hood (10. leden – ČR)
- Skleněný (17. leden – ČR)
- Psí domov (24. leden – ČR)
- Favoritka (24. leden – ČR)

### Únor
- LEGO příběh 2 (7. únor – ČR)
- Alita: Bojový Anděl (14. únor – ČR)
- Jak vycvičit draka 3 (21. únor – ČR)
- Co jsme komu zase udělali? (28. únor – ČR)

### Březen
- Captain Marvel (7. březen – ČR)
- Zelená kniha (7. březen – ČR)
- Zraněná srdce (28. březen – ČR)

### Duben
- Shazam! (4. dubna – ČR)
- Řbitov zviřátek (11. dubna – ČR)
- After: Polibek (11. dubna – ČR)
- Hellboy (11. dubna – ČR)

### Květen
- Avengers: Endgame (25. dubna – Německo, 3. květen – ČR)
- John Wick 3 (16. květen – ČR)
- Aladin (16. květen – ČR)
- Zlo s lidskou tváří (23. květen – ČR)
- Rocketman (30. květen – ČR)

### Červen
- X-Men: Dark Phoenix (6. červen – ČR)
- Muži v černém: Globální hrozba (13. červen – ČR)
- Yesterday (27. červen – ČR)

### Červenec
- Spider-Man: Daleko od domova (4. červenec – ČR)
- Mrtví neumírají (4. červenec – ČR)
- Srážka s láskou (4. červenec – ČR)
- Lví král (18. červenec – ČR)

### Srpen
- Rychle a zběsile: Hobbs a Shaw (1. srpen – ČR)
- Slunovrat (film, 2019)
 (1. srpen – ČR)
- Toy Story 4: Příběh hraček (8. srpen – ČR)
- Tenkrát v Hollywoodu (15. srpen – ČR)

### Září
- To Kapitola 2 (5. září – ČR)
- Ad Astra (19. září – ČR)
- Rambo: Poslední krev (19. září – ČR)
- Deštivý den v New Yorku (26. září – ČR)
- Princ Krasoň (26. září – ČR)

### Říjen
- Parazit (3. říjen – ČR)
- Hudba mého života (3. říjen – ČR)
- Joker (3. říjen – ČR)
- Narušitel systému (3. říjen – ČR)
- Budiž světlo (10. říjen – ČR)
- Zloba: Královna všeho zlého (17. říjen – ČR)
- Mladý Ahmed (24. říjen – ČR)
- Addamsova rodina (31. říjen – ČR)
- Terminátor: Temný osud (31. říjen – ČR)

### Listopad
- Charlieho andílci (14. listopad – ČR)
- Le Mans '66 (14. listopad – ČR)
- Sbohem, synu (14. listopad – ČR)
- Ledové království II (21. listopad – ČR)
- Na nože (28. listopad – ČR)
- Výjimeční (28. listopad – ČR)

### Prosinec
- Temná tvář Brooklynu (5. prosinec – ČR)
- Jumanji: Další level (12. prosinec – ČR)
- Yao (12. prosinec – ČR)
- Cats (19. prosinec – ČR)
- Star Wars: Vzestup Skywalkera (19. prosinec – ČR)
- Dokonalá lež (26. prosinec – ČR)
- Špióni v převleku (26. prosinec – ČR)